# Kees Dekker
Cornelis (Kees) Dekker (Zuid-Beijerland, 6 februari 1938) is een voormalig burgemeester van Elburg, Hattem en Dronten.

## Loopbaan
Kees Dekker studeerde economie aan de Nederlandse Economische Hogeschool te Rotterdam. Vervolgens volgde hij een postdoctorale opleiding voor het vak van registeraccountant. Dit laatste beroep heeft hij enkele jaren lang uitgeoefend. Verder was Dekker van 1966-1968 namens de Christelijk-Historische Unie (CHU) gemeenteraadslid in de toenmalige gemeente Westmaas.
Eind 1968 werd Dekker benoemd tot waarnemend burgemeester van Elburg, hangende een fusie van deze gemeente met de gemeente Doornspijk. Deze fusie zou in 1974 haar beslag krijgen. In 1972 werd Dekker benoemd tot burgemeester van Hattem. Van 1981 tot 1997 was hij burgemeester van Dronten.